# 1ª Divisão 2003-2004
Il campionato di 1ª Divisão 2003-2004 è stato il quattordicesimo Campeonato Nacional de Futsal del Portogallo, svoltosi nella stagione 2003/2004 con 16 squadre nella prima divisione nazionale, ha visto prevalere lo Sporting Lisbona.

## Classifica finale
| Pos | Squadra          | Pti | G  | V  | N | P  | GF  | GS  |
| --- | ---------------- | --- | -- | -- | - | -- | --- | --- |
| 1   | Sporting Lisbona | 85  | 30 | 28 | 1 | 1  | 181 | 62  |
| 2   | Benfica          | 67  | 30 | 22 | 1 | 7  | 161 | 77  |
| 3   | Freixieiro       | 64  | 30 | 20 | 4 | 6  | 156 | 93  |
| 4   | Jorge Antunes    | 62  | 30 | 19 | 5 | 6  | 144 | 87  |
| 5   | Boavista         | 57  | 30 | 18 | 3 | 9  | 132 | 103 |
| 6   | Olivais          | 50  | 30 | 15 | 5 | 10 | 119 | 95  |
| 7   | Famalicense      | 47  | 30 | 14 | 5 | 11 | 111 | 105 |
| 8   | Sporting Pombal  | 47  | 30 | 14 | 5 | 11 | 97  | 99  |
| 9   | Sassoeiros       | 41  | 30 | 12 | 5 | 13 | 111 | 133 |
| 10  | Correio da Manhã | 38  | 30 | 12 | 2 | 16 | 133 | 113 |
| 11  | Modicus          | 36  | 30 | 11 | 3 | 16 | 103 | 150 |
| 12  | Alpendorada      | 35  | 30 | 9  | 8 | 13 | 71  | 89  |
| 13  | Vila Verde       | 28  | 30 | 8  | 4 | 18 | 80  | 117 |
| 14  | Coimbrões        | 20  | 30 | 6  | 2 | 22 | 88  | 130 |
| 15  | Moc. Arrabida    | 9   | 30 | 3  | 0 | 27 | 64  | 211 |
| 16  | Forte da Casa    | 7   | 30 | 2  | 1 | 27 | 63  | 150 |